# Franco Stupaczuk
Franco Hernán Stupaczuk (Provincia del Chaco, 25 marzo 1996) è un giocatore argentino professionista di padel.

## Carriera
È diventato campione argentino di padel nella categoria junior under 12 all'età di otto anni. Nel 2012 ha partecipato ai Campionati del Mondo di Padel e, a 16 anni, è diventato il numero uno della Federazione Argentina. Poco dopo ha debuttato nel World Padel Tour, insieme al compagno Martín Di Nenno. Insieme al connazionale, formarono per anni una delle coppie di minorenni più importanti del padel argentino, ottenendo il soprannome dai sostenitori di Los Superpibes
Per la stagione 2016, è stato affiancato dal brasiliano Marcello Jardim, sostituto di Di Nenno, dopo che l'argentino è stato vittima di un grave incidente stradale, che gli ha impedito di proseguire la stagione. Al termine della stagione, annuncia Cristián Gutiérrez come nuovo partner per il 2017. L'unione dura fino al 
2019, quando Stupaczuk si separa e gioca la seconda parte della stagione insieme a Matías Díaz, con il conquista l'Open di Córdoba nonostante fosse la settima posizione nel ranking FIP.

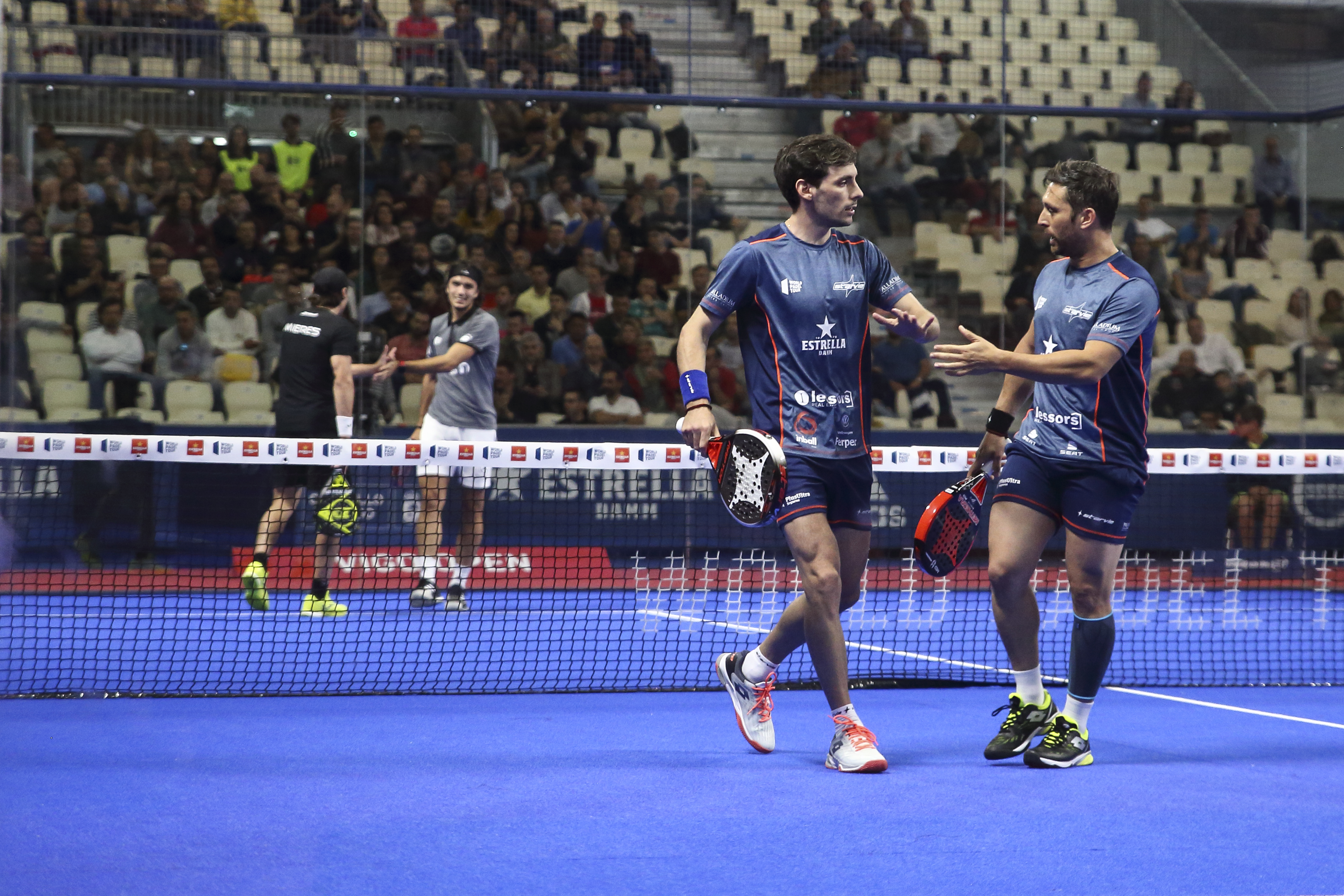
Stupaczuk e Díaz all'Open di Vigo nel 2019

Nel 2020 ha fatto squadra con Sanyo Gutiérrez, posizionandosi come una delle coppie candidate a la massima posizione della classifica. Tuttavia, ottenennero la terza posizione assoluta al termine della stagione.
Per il 2021, Stupaczuk ha annunciato il suo nuovo compagno di squadra Álex Ruiz, partnership rinnovata anche nel 2022 per i primi quattro tornei della stagione. Il nuovo compagno successivo fu il tre volte numero 1 del mondo Pablo Lima, con il quale iniziò a giocare nel successivo torneo di Bruxelles. Nel WPT sono riusciti a vincere l'Open di Francia, battendo in finale i numeri 1 per 7-6 e 6-4, e nel Premier Padel sono riusciti ad aggiudicarsi i P1 a Giza e Mendoza.
Nel 2023 è tornato a giocare con Martín Di Nenno,, dopo sette anni dall'ultima volta. Partita dalla quinta piazza del ranking, dopo il Master di Abu Dhabi, hanno raggiunto la quarta posizione assoluta. Nel secondo torneo dell'anno, il primo del Premier Padel, il Qatar Major, sono arrivati in finale battendo un'altra delle coppie candidate a contendersi il titolo, Arturo Coello e Agustín Tapia nella semifinale e Fernando Belasteguín-Sanyo nella finale.

## Palmarès

### Premier Padel
| Numero | Anno | Torneo            | Categoria | Partner         | Avversari                            | Risultato       |
| ------ | ---- | ----------------- | --------- | --------------- | ------------------------------------ | --------------- |
| 1.     | 2022 | Argentina Mendoza | P1        | Pablo Lima      | Argentina Spagna                     | 6:2, 4:6, 7:68  |
| 2.     | 2022 | Egitto Gizeh      | P1        | Pablo Lima      | Alejandro Galán Romo Juan Lebrón     | 2:6, 7:64, 7:64 |
| 3.     | 2023 | Qatar Doha        | Major     | Martín Di Nenno | Sanyo Gutiérrez Fernando Belasteguín | 6:2, 7:65       |
| 4.     | 2024 | Egitto Gizeh      | P2        | Miguel Yanguas  | Lucas Bergamini Javier Garrido       | 6:3, 7:62       |